# Pierre Moriaud
Jean Pierre Moriaud, auch Peter Moriaud (* 1. Januar 1845 in Carouge; † 22. September 1914 in Genf; heimatberechtigt in Carouge und Genf), war ein Schweizer Jurist und Politiker.

## Leben

### Familie
Pierre Moriaud war der Sohn des Gipsers Benoît Moriaud (1815–1859) und von dessen Ehefrau Eugénie (1821–1898), Tochter des Bäckers Jean Antoine Dupont. Er hatte noch einen Bruder.
Seit 1867 war er mit der Französin Elisabeth (* 7. April 1849 in Genf), der Tochter des Juweliers Adolphe-Casimir Bravaix, verheiratet. Ihr gemeinsamer Sohn war Alexandre Moriaud (* 7. März 1871 in Carouge; † 8. November 1955 in Genf).

### Werdegang
Pierre Moriaud besuchte die Gymnasien in Carouge und Genf und immatrikulierte sich 1862 zu einem Studium der Rechtswissenschaften an der Akademie Genf. 1866 beendete er sein Studium und erhielt im selben Jahr sein Anwaltspatent; er war überwiegend als Strafverteidiger tätig. Von 1876 bis 1881 war er auch als Ersatzrichter am erstinstanzlichen Zivilgericht in Genf eingesetzt.
Als Anwalt verteidigte er als Pflichtverteidiger namentlich Luigi Lucheni, den Attentäter und Mörder von Kaiserin Elisabeth von Österreich gegen den Generalstaatsanwalt Georges Navazza (1860–1942). Den Vorsitz des Gerichtsverfahrens hatte der Präsident des Appellationsgerichts, Alfred Burgy (1847–1907). Luigi Lucheni wurde zu einer lebenslangen Haftstrafe verurteilt, obwohl er für sich selbst die Todesstrafe forderte, doch war diese im Kanton Genf abgeschafft worden. Gegen das Urteil legte Pierre Moriaud Berufung vor dem Kassationsgericht ein, die er einige Tage später wieder zurückzog, worauf Luigi Lucheni unmittelbar in das Gefängnis Évêché überführt wurde. Im März 1899 wurde Pierre Moriaud zum Vormund von Lugi Lucheni bestellt, weil eine solche Vormundschaft per Gesetz für alle zu längeren Freiheitsstrafen verurteilten Verbrecher vorgesehen war.
1881 und von 1887 bis 1911 gehörte er der Geschäftsprüfungskommission der Genfer Hypothekarkasse an.

### Politisches und gesellschaftliches Wirken
Von 1874 bis 1878 sowie von 1882 bis 1890 und von 1894 bis 1910 war Pierre Moriaud Vertreter der Radikalen im Genfer Grossrat, den er 1892, 1898 und 1901 präsidierte; 1891 lehnte er das Amt ab.
1875 hatte das Komitee für die Kirche Notre-Dame de Genève beschlossen, dass diese abwechselnd von der römisch-katholischen und der christkatholischen Kirche genutzt werden könne. Hierauf antwortete der Rektor der Kirche dem Komitee, er erkenne nur den römischen Klerus als Eigentümer der Kirche an und könne deshalb den Vorschlag nicht annehmen. Hierauf brachte Pierre Moriaud im Grossen Rat eine Motion ein, in der er vorschlug, dass der Grosse Rat über die Kirche Notre-Dame de Genève rechtsverbindlich verfügen müsse, ohne ein Gericht hierbei zu bemühen; die Motion wurde mit 53 gegen 20 Stimmen angenommen. In der Folge wurde die Kirche enteignet und der neu gegründeten Christkatholischen Kirche übergeben.
Er war vom 4. Dezember 1876, als Nachfolger von Alfred Vaucher, bis zum 1. Oktober 1878 und vom 1. Dezember 1884 bis zum 30. November 1890 Ständerat sowie vom 5. Dezember 1881 bis zum 30. November 1884 Nationalrat. Von 1902 bis 1910 wirkte er zudem als Gemeinderat von Plainpalais.
Gemeinsam mit Alexandre Gavard, Georges Favon und Adrien Lachenal vertrat er die Genfer neue, verjüngte radikalliberale Richtung, die ab 1887 in Opposition zum radikal-nationalen Flügel um Antoine Carteret stand. Überdies galt er als Anführer der antisozialistischen Strömung seiner Partei.
Er pflegte eine Freundschaft mit Charles Page (1847–1910), dem Gemeindepräsidenten von Plainpalais.

### Mitgliedschaften
Pierre Moriaud war Mitglied im Schweizerischen Juristenverein, in der Freimaurerloge La Cordialité und in der Studentenverbindung Zofingia.
1882 war er Präsident des Genfer Radikal-liberalen Vereins, aus dem er 1902, gemeinsam mit seinem Sohn Alexandre, ausgeschlossen wurde, worauf sie einen eigenen Verein, die Radikal-liberale Union gründeten.